# Vincent Henin
Pour les articles homonymes, voir Henin.
Vincent Henin, né le 20 mai 1979 à Etterbeek (région de Bruxelles-Capitale), est un auteur de bande dessinée et un graphiste belge, connu pour avoir travaillé auprès de Jacques Martin et sous le nom de plume Vhenin.

## Biographie
Vincent Henin naît le 20 mai 1979 à Etterbeek, une commune bruxelloise.
Il grandit dans une famille d'aficionados de la bande dessinée et développe rapidement l'ambition de devenir auteur de bande dessinée.
Il cite Paul Cuvelier, Jacques Martin, Grzegorz Rosiński, André Juillard, François Schuiten et Andreas parmi ses principales influences.
Dès l'âge de 13 ans, Henin suit les cours de bande dessinée de Jean-François Di Giorgio et Jean-Luc Cornette au Centre belge de la bande dessinée à Bruxelles.
Plus tard, il suit également les cours de Di Giorgio à l'Espace Bernier à Waterloo, où ses condisciples sont Frédéric Genêt et Cédric Hervan.
Il crée la plus grande planche de bande dessinée au monde aux côtés des membres de cet atelier, ce qui lui vaut d'être inscrit dans le Livre Guinness des records.

### Avec Jacques Martin
La légende de la bande dessinée Jacques Martin l'engage comme apprenti et assistant en 1997 et le forme. 
Il travaille avec Christophe Simon sur les décors de l'album Le Pharaon (1998) de la série Orion, le deuxième tome de L'Odyssée d'Alix (1999) ainsi que du quatorzième album de la série Lefranc avec Olivier Pâques intitulé La Colonne aux éditions Casterman en 2001.
Martin lui demande également d'illustrer le dossier sur les villes de Carthage (2000), Jérusalem (2002), Pétra (2003) et Lutèce (2006) dans la série dérivée pédagogique  Les Voyages d'Alix chez le même éditeur. Il est récipiandaire du prix avenir décerné par la Chambre belge des experts en bande dessinée pour l'album Jérusalem en 2002.

### Contingences économiques
Le secteur de la bande dessinée n'offrant pas une sécurité financière suffisante, Henin s'inscrit à l'Institut Saint-Luc de Bruxelles, où il obtient en 2006 un diplôme d'Infographie-Arts visuels et plastiques. 
Henin travaille comme graphiste et designer d'interface, à la fois pour la Commission européenne et en indépendant.

### Blateman et Bobine
Henin revient à la bande dessinée avec la série humoristique pour enfants sur les super-héros extraordinaires Blateman et Bobine, qu'il signe du pseudonyme Vhenin.
Cette parodie du duo Batman et Robin est écrite par Tarek et publiée dans la collection « Rires » aux Éditions Tartamudo en 2015,.

## Œuvres

### Albums de bande dessinée
Orion
- 3. Le Pharaon, Dargaud, Paris, février 1998
Scénario : Jacques Martin - Dessin : Christophe Simon - Couleurs : Maud Chapelle -  (ISBN 2-205-04522-9),Assistance graphique : Vincent Henin

Alix
- 2. L'Odyssée d'Alix, Dargaud, Paris, février 1999
Scénario : Jacques Martin - Dessin et couleurs : Christophe Simon -  (ISBN 2-205-04667-5),Décors : Vincent Henin.

#### Les Voyages d'Alix
- 11. Carthage, Casterman, Tournai, octobre 2000
Scénario : Jacques Martin - Dessin : Vincent Henin - Couleurs : quadrichromie -  (ISBN 2-203-32920-3)
- 14. Jérusalem, Casterman, Tournai, 18 mars 2002
Scénario : Jacques Martin - Dessin : Vincent Henin - Couleurs : quadrichromie -  (ISBN 2-203-32925-4)
- 15. Pompéi, Casterman, Bruxelles, octobre 2011
Scénario : Jacques Martin - Dessin : Marc Henniquiau - Couleurs : Andrée Bienfait, Ingrid De Vuyst -  (ISBN 978-2-203-04963-5),Réédition. Autres contributeurs : Vincent Henin, Anne Deckers.
- 17. Pétra[5], Casterman, Tournai, 10 novembre 2003
Scénario : Jacques Martin - Dessin : Vincent Henin - Couleurs : quadrichromie -  (ISBN 2-203-32929-7)
- 24. Lutèce, Casterman, Tournai, mai 2006
Scénario : Jacques Martin - Dessin : Vincent Henin - Couleurs : Vincenzo D'Aprile -  (ISBN 2-203-32933-5)

Lefranc
- 14. La Colonne[6], Casterman, Tournai, juin 2001
Scénario : Jacques Martin - Dessin et couleurs : Christophe Simon -  (ISBN 2-203-31414-1),Décors : Vincent Henin, Olivier Pâques

#### Blateman et Bobine
- 1. Loindetout[4], Tartamudo, coll. « Rires », Cachan, 1 décembre 2015
Scénario : Tarek - Dessin et couleurs : Vhenin -  (ISBN 978-2-910867-50-8)

## Prix et récompenses
- 2002 :  prix avenir décerné par la Chambre belge des experts en bande dessinée[7] pour Jérusalem.

#### Livres
: document utilisé comme source pour la rédaction de cet article.
- Jacques Fiérain, « Henin, Vincent », dans La BD à Bruxelles et en Brabant, Charleroi, Éd. l'Âge d'or, avril 2003, 144 p., ill. ; 31 cm (ISBN 9782960119664 et 2960119665, OCLC 470388171, présentation en ligne), p. 70.
- Henri Filippini, « Henin Vincent », dans Dictionnaire de la bande dessinée, Paris, Bordas, 2005, 912 p., ill. ; 27 cm (ISBN 9782047299708 et 2047299705, OCLC 1009545288, présentation en ligne), p. 783. .

### Podcasts
- Émission numéro 69 Adrien Devyver - Sarah Hirtt - Vincent Henin (Vhenin) émission Eclectrique présentée par Romain Pierre Giergen, sur 48FM via Mixcloud, 2017, (1 h 34 min 56 s).